# Serdiana
Serdiana (en sard, Serdiana) és un municipi italià, dins de la província de Sardenya del Sud. L'any 2007 tenia 2.279 habitants. Es troba a la regió de Parteòlla. Limita amb els municipis de Dolianova, Donori, Monastir, Sant'Andrea Frius, Sestu, Settimo San Pietro, Soleminis i Ussana.

## Administració
| Període | Identitat     | Partit        |
| ------- | ------------- | ------------- |
| 2006-   | Marcello Frau | Llista cívica |